# Liste des routes d'État au Dakota du Sud
Les routes d'État du Dakota du Sud ont d'abord été numérotées en suivant un plan de numérotation similaire à celui des US Routes. Les routes est–ouest portent des numéros pairs allant en augmentant du nord au sud, alors que les routes nord–sud portent des numéros impairs allant en augmentant d'est en ouest. Cette règle fonctionne pour les routes à deux chiffres. Pour celles à trois chiffres, elle suivent la règle en ce qui a trait aux numéros pairs et impairs, mais ne demeurent pas nécessairement proches d'une "route-mère" (route auxiliaire). Elles en sont plutôt indépendantes.

## Liste des routes d'État
| Numéro  | Longueur (mi) | Longueur (km) | Terminus sud / ouest                                 | Terminus nord / est                                         | Créée | Notes                                                                                     |
| ------- | ------------- | ------------- | ---------------------------------------------------- | ----------------------------------------------------------- | ----- | ----------------------------------------------------------------------------------------- |
| SD 10   | 175,95        | 283,16        | SD 1804 à Pollock                                    | MN 28 à la frontière du Minnesota près de Sisseton          | 1927  |                                                                                           |
| SD 11   | 77,72         | 125,09        | South Franklin Street / East Rose Street à Elk Point | MN 269 à la frontière du Minnesota près de Sherman          | 1926  |                                                                                           |
| SD 13   | 23,89         | 38,45         | SD 34 près d'Egan                                    | US 14 près d'Elkton                                         | 1926  |                                                                                           |
| SD 15   | 67,56         | 108,73        | SD 28 près de Toronto                                | CR 17 / CR 34 près de Summit                                | 1926  |                                                                                           |
| SD 19   | 1,01          | 1,62          | SD 44 à Lennox                                       | 278th Street à Lennox                                       | 1926  |                                                                                           |
| SD 19   | 86,97         | 139,97        | N-15 à la frontière du Nebraska près de Vermillion   | SD 34 près de Madison                                       | 1926  |                                                                                           |
| SD 19A  | 8,16          | 13,13         | SD 19 / SD 46 près de Centerville                    | SD 19 près de Centerville                                   | 1950  |                                                                                           |
| SD 20   | 385,08        | 619,73        | Frontière du Montana près de Camp Crook              | MN 40 à la frontière du Minnesota près de Revillo           | 1930  | Follows US 212, US 81 and I-29 between two segments                                       |
| SD 21   | 9,47          | 15,24         | SD 28 près de Lake Norden                            | US 81 près de Hayti                                         | 1926  |                                                                                           |
| SD 22   | 48,55         | 78,13         | CR 181 à Hazel                                       | MN 68 à la frontière du Minnesota près de Gary              | 1926  |                                                                                           |
| SD 25   | 194,52        | 313,06        | SD 50 près de Tabor                                  | ND 18 à la frontière du Dakota du Nord près de Claire City  | 1926  |                                                                                           |
| SD 26   | 49,54         | 79,73         | SD 47 près de Highmore                               | US 281 près de Redfield                                     | 1935  |                                                                                           |
| SD 27   | 42,64         | 68,62         | US 12 près d'Andover                                 | ND 32 à la frontière du Dakota du Nord près de Kidder       | 1975  |                                                                                           |
| SD 28   | 105,94        | 170,49        | US 281 près de Hitchcock                             | MN 271 à la frontière du Minnesota près d'Astoria           | 1934  |                                                                                           |
| SD 30   | 17,08         | 27,48         | CR 6 / CR 77 près de White                           | MN 19 à la frontière du Minnesota près Bushnell             | 1955  |                                                                                           |
| SD 30   | 8,64          | 13,91         | I-29 (sortie 114)                                    | SD 13 à Flandreau                                           | 1970  |                                                                                           |
| SD 34   | 419,01        | 674,33        | WYO 24 à la frontière du Wyoming                     | MN 30 à la frontière du Minnesota                           | 1926  |                                                                                           |
| SD 34   | 9,09          | 14,62         | US 16A dans le Parc d'état de Custer                 | SD 79 près de Hermosa                                       | 1926  |                                                                                           |
| SD 37   | 242,00        | 389,00        | N-14 à la frontière du Nebraska                      | ND 1 à la frontière du Dakota du Nord                       | 1926  |                                                                                           |
| SD 38   | 63,39         | 102,02        | I-90 à Mitchell                                      | I-29 à Sioux Falls                                          | —     |                                                                                           |
| SD 40   | 37,37         | 60,14         | US 16A à Keystone                                    | BIA Highway 41 à Red Shirt                                  | 1976  |                                                                                           |
| SD 42   | 71,97         | 115,82        | US 281                                               | IA 9 à la frontière de l'Iowa près de Larchwood, IA         | —     |                                                                                           |
| SD 43   | 1,13          | 1,82          | N-11 à la frontière du Nebraska                      | US 18 à Fairfax                                             | 1976  |                                                                                           |
| SD 44   | 379,02        | 609,98        | US 385 près de Merritt                               | I-29 près de Worthing                                       | —     |                                                                                           |
| SD 45   | 198,00        | 319,00        | SD 44 / SD 50 à Platte                               | ND 3 à la frontière du Dakota du Nord                       | 1927  |                                                                                           |
| SD 46   | 105,54        | 169,84        | US 18 / US 281 à Pickstown                           | IA 10 à la frontière de l'Iowa près de Hawarden, IA         | 1936  |                                                                                           |
| SD 47   | 240,87        | 387,64        | N-137 à la frontière du Nebraska                     | 37th Avenue SE à la frontière du Dakota du Nord             | 1927  |                                                                                           |
| SD 48   | 12,47         | 20,07         | I-29 près de Spink                                   | Big Sioux River Road à la frontière de l'Iowa               | 1950  |                                                                                           |
| SD 49   | 35,13         | 56,54         | US 18 / US 183 à Colome                              | SD 47                                                       | 1976  |                                                                                           |
| SD 50   | 212,42        | 341,86        | SD 34 près de Fort Thompson                          | IA 3 à la frontière de l'Iowa près de Richland              | 1926  |                                                                                           |
| SD 52   | 28,57         | 45,97         | SD 37 près de Springfield                            | US 81 / SD 50 à Yankton                                     | 1955  |                                                                                           |
| SD 53   | 67,48         | 108,59        | Frontière du Nebraska près de Clearfield             | I-90 / US 83 à Vivian                                       | 1926  | Deux segments                                                                             |
| SD 63   | 167,46        | 269,49        | US 18 près de Parmelee                               | ND 6 à la frontière du Dakota du Nord près de McLaughlin    | —     | Deux segments                                                                             |
| SD 65   | 70,49         | 113,44        | US 212 près de Dupree                                | ND 31 à la frontière du Dakota du Nord près de McIntosh     | 1926  |                                                                                           |
| SD 71   | 34,54         | 55,58         | N-2 / N-71 à la frontière du Nebraska                | US 18 Bypass à Hot Springs                                  | 1962  |                                                                                           |
| SD 73   | 255,29        | 410,85        | N-61 à la frontière du Nebraska                      | ND 49 à la frontière du Dakota du Nord près de Thunder Hawk | 1926  |                                                                                           |
| SD 75   | 29,35         | 47,24         | SD 20 près de Bison                                  | ND 8 à la frontière du Dakota du Nord près de Hettinger, ND | 1976  |                                                                                           |
| SD 79   | 213,70        | 343,90        | US 18 / US 385 à Maverick Junction                   | ND 22 à la frontière du Dakota du Nord                      | —     |                                                                                           |
| SD 87   | 37,89         | 60,98         | US 385 près de Pringle                               | US 16 / US 385 près de Hill City                            | —     |                                                                                           |
| SD 89   | 34,50         | 55,50         | US 18 près de Minnekahta                             | SD 87 dans le Parc d'état de Custer                         | 1950  |                                                                                           |
| SD 100  | —             | —             | I-29 près de Sioux Falls                             | I-90 près de Sioux Falls                                    | 2020  | En construction                                                                           |
| SD 101  | 3,06          | 4,93          | SD 22 près de Gary                                   | Main Avenue à Gary                                          | 1976  |                                                                                           |
| SD 106  | 4,94          | 7,94          | SD 25 près de Claire City                            | SD 127 près de Hammer                                       | 1975  |                                                                                           |
| SD 109  | 12,17         | 19,58         | US 12 à Big Stone City                               | SD 15 près du Parc d'état de Hartford Beach                 | 1975  |                                                                                           |
| SD 115  | 40,00         | 64,00         | US 18 près de Canton                                 | I-29 près de Dell Rapids                                    | 1980  |                                                                                           |
| SD 123  | 10,49         | 16,88         | US 12 près de Marvin                                 | SD 15 à Wilmot                                              | 1975  |                                                                                           |
| SD 127  | 37,33         | 60,07         | SD 10 à Sisseton                                     | ND 127 à la frontière du Dakota du Nord                     | 1980  |                                                                                           |
| SD 130  | 7,11          | 11,44         | US 12 / US 83 / SD 20 à Selby                        | SD 271 à Java                                               | 1975  |                                                                                           |
| SD 144  | 3,53          | 5,68          | Akaska                                               | US 83 / SD 20 près d'Akaska                                 | 1975  |                                                                                           |
| SD 153  | 2,37          | 3,81          | SD 52 près de Yankton                                | SD 50 près de Yankton                                       | —     |                                                                                           |
| SD 158  | 9,15          | 14,73         | SD 15 / SD 20 près de La Bolt                        | CSAH 44 à la frontière du Minnesota                         | 1975  |                                                                                           |
| SD 168  | 6,93          | 11,15         | US 85 près de Belle Fourche                          | SD 79 près de Castle Rock                                   | —     |                                                                                           |
| SD 203  | 0,96          | 1,54          | SD 258 près de Plankinton                            | State Training School près de Plankinton                    | —     |                                                                                           |
| SD 204  | 2,13          | 3,43          | SD 1806 au Lac Oahe                                  | SD 1804 au Lac Oahe                                         | 1975  | Passe sur le Barrage d'Oahe                                                               |
| SD 224  | 7,96          | 12,81         | Alpena                                               | SD 37 près de Huron                                         | —     |                                                                                           |
| SD 231  | 7,04          | 11,33         | I-90 près de Black Hawk                              | SD 44 à Rapid City                                          | —     |                                                                                           |
| SD 239  | 7,31          | 11,77         | SD 10 / SD 45 près d'Eureka                          | Long Lake                                                   | 1975  |                                                                                           |
| SD 240  | 40,03         | 64,43         | I-90 / US 14 à Wall                                  | I-90 près de Cottonwood                                     | —     | Traverse le Parc national des Badlands                                                    |
| SD 244  | 10,46         | 16,83         | US 16 / US 385 près de Hill City                     | US 16A près de Keystone                                     | 1975  | Donne accès au Mont Rushmore                                                              |
| SD 247  | 23,02         | 37,05         | US 12 à Roscoe                                       | SD 10 / SD 45 près d'Eureka                                 | 1975  |                                                                                           |
| SD 248  | 117,11        | 188,47        | SD 240 près du Parc national des Badlands            | I-90 à Reliance                                             | 1980  | Ancienne US 16                                                                            |
| SD 249  | 1,06          | 1,70          | SD 47 à Fort Thompson                                | SD 34 près de Fort Thompson                                 | 1975  |                                                                                           |
| SD 251  | 15,80         | 25,43         | Gregory Avenue à la frontière du Nebraska            | US 18 / SD 47 à Gregory                                     | —     |                                                                                           |
| SD 253  | 18,02         | 29,01         | US 12 près de Roscoe                                 | SD 47 près de Hosmer                                        | 1975  |                                                                                           |
| SD 258  | 2,55          | 4,11          | I-90 à Plankinton                                    | US 281 près de Plankinton                                   | —     |                                                                                           |
| SD 262  | 17,56         | 28,27         | I-90 près d'Alexandria                               | SD 42 à Bridgewater                                         | —     | Ancienne US 16                                                                            |
| SD 271  | 25,01         | 40,25         | US 12 près de Java                                   | CR 55 à la frontière du Dakota du Nord près d'Artas         | 1975  |                                                                                           |
| SD 273  | 12,72         | 20,48         | I-90 près de Kennebec                                | SD 1806 près de Lower Brule                                 | 1975  |                                                                                           |
| SD 314  | 3,75          | 6,04          | SD 50 près de Yankton                                | Yankton                                                     | —     |                                                                                           |
| SD 324  | 8,68          | 13,97         | I-29 près de Brookings                               | SD 13 près d'Elkton                                         | 1997  |                                                                                           |
| SD 377  | 2,17          | 3,50          | SD 44 à Interior                                     | Entrée intérieure du Parc national des Badlands             | 1976  |                                                                                           |
| SD 391  | 3,36          | 5,41          | N-61 à la frontière du Nebraska près de Denby        | US 18 près de Denby                                         | —     |                                                                                           |
| SD 407  | 1,79          | 2,87          | N-87 à la frontière du Nebraska près de Pine Ridge   | US 18 à Pine Ridge                                          | 1975  |                                                                                           |
| SD 445  | 2,37          | 3,82          | SD 231 à Rapid City                                  | I-90 près de Rapid City                                     | 1975  |                                                                                           |
| SD 471  | 21,98         | 35,38         | SD 71 près de Rumford                                | US 18 à Edgemont                                            | 1976  |                                                                                           |
| SD 473  | 3,17          | 5,10          | US 14A / US 85 près de Lead                          | Stewart Slope Road près de Trojan                           | —     |                                                                                           |
| SD 1804 | 126,75        | 203,98        | Rive de la rivière Missouri près de Geddes           | ND 1804 à la frontière du Dakota du Nord près de Pollock    | 1975  | Quatre segments; suit la Lewis and Clark Trail; le numéro reflète l'année de l'expédition |
| SD 1806 | 122,60        | 197,31        | SD 273 près de Kennebec                              | Mission Ridge Road près de Mission Ridge                    | 1975  | Suit la Lewis and Clark Trail; le numéro reflète l'année de l'expédition                  |
|         |               |               |                                                      |                                                             |       |                                                                                           |